# Piusz
A Piusz latin eredetű férfinév, jelentése: szelíd, jámbor, kegyes.

## Gyakorisága
Az 1990-es években szórványos név, a 2000-es években nem szerepel a 100 leggyakoribb férfinév között.

## Névnapok
- április 30.[2]
- május 5.[2]
- július 11.[2]
- augusztus 21.[2]
- szeptember 3.[2]

## Híres Piuszok
- Lásd: Piusz pápa (egyértelműsítő lap)